# Кіндрачук Мирослав Васильович
Мирослав Васильович Кіндрачук (нар. 21 вересня 1947 Городенка, УРСР) — український триболог, доктор технічних наук, професор.

## Біографія
Народився 21 вересня 1947 року в Городенці, УРСР. В 1971 році закінчив Київський політехнічних інститут. У 1989 році розпочав роботу в Національно технічному університеті Київський політехнічних інститут. В 1995 році захистив докторську дисертацію.
В 1996 році професор металознавства. В 2004 році обраний на посаду завідувача кафедри металознавства. Того ж року обраний на посаду головного редактора збірника «Проблеми тертя та зношування»
В 2018 році обраний членом кореспондентом НАНУ.
Наукові зацікавлення розроблення нових зносостійких матеріалів і покриттів із застосуванням концентров. джерел енергії; триботех. забезпечення надійності та довговічності продукції машинобудування.